# Rodrigo Lara Sánchez
Rodrigo Armando Lara Sánchez (Neiva, 9 de marzo de 1971) es un médico cirujano, docente universitario y político colombiano. 
Hijo mayor del asesinado Ministro de Justicia, Rodrigo Lara Bonilla. Fue alcalde de Neiva entre 2016 y 2019. Fue la fórmula vicepresidencial de Federico Gutiérrez en las elecciones presidenciales de 2022 por el movimiento cívico Creemos Colombia en la coalición política denominada Equipo por Colombia, fue candidato a la Gobernación del departamento del Huila, para las elecciones del 2023.

## Biografía
Primogénito del asesinado Ministro de Justicia Rodrigo Lara Bonilla, quien nunca le concedió el apellido y la entonces secretaria del partido Liberal en Neiva, Lilia Sánchez. Lara Sánchez nació antes que su padre se conociera con Nancy Restrepo, con quien se casaría, y tendría entre otros hijos al ex-congresista Rodrigo Lara Restrepo, siendo así este medio hermano de Lara Sánchez. Rodrigo Lara Sánchez contrajo matrimonio con la ingeniera electrónica Ana Isabel Valencia Hurtado, con quien tiene dos hijos, Mariana y Samuel. Ya adulto, Rodrigo inició un proceso judicial con miras a llevar el apellido de su padre, el que lograría finalmente por la contundencia de una prueba de ADN genealógico a la que fue sometido.

### Estudios
Estudió medicina y especialización en Cirugía General en la Universidad del Cauca. Se hizo Sub-especialista en Cirugía Torácica de la Universidad El Bosque, el Hospital Santa Clara y el Instituto Nacional de Cancerología de Bogotá. También estudió la especialización en Gobierno y Gestión Pública Territoriales de la Pontificia Universidad Javeriana.
Además de galeno en varios centros clínicos, entre ellos como Cirujano del tórax en la Clínica Shaio y el Hospital Universitario Hernando Moncaleano Perdomo, Lara se ha desempeñado, entre otros roles, como columnista regional.
Se desempeñaría como profesor catedrático de la Universidad El Bosque, Universidad Nacional de Colombia, la Fundación Universitaria San Martín y la Universidad Surcolombiana, contribuyendo en la formación de los futuros profesionales de la salud.
Su ingreso al mundo de la política lo realizó como candidato al Senado de la República por el Movimiento Compromiso Ciudadano por Colombia, en representación del Huila.
Posteriormente, hizo parte de la Coordinación Regional en el Departamento del Huila de la campaña de Antanas Mockus a la Presidencia por el Partido Verde. Columnista de los periódicos regionales.
Alcalde de Neiva para el periodo 2016-2019 con 74.212 votos, una histórica votación en la capital del Huila.

#### Alcalde de Neiva
Como mandatario de los neivanos fue el primero en el país en adoptar la plataforma SECOP II para el manejo transparente de la contratación y recursos públicos en el año 2021, lo que le mereció un reconocimiento y referencia de la Secretaría de Transparencia de Presidencia de la República. 
En 2018 obtuvo el premio ‘Alcalde más Pilo de Colombia’ por el programa de formación preescolar a niños y niñas de escasos recursos denominado ‘Transición es una Nota’. La Corporación Juego y Niñez, además con el Instituto Colombiano de Bienestar Familiar, le otorgaron el premio a mejores experiencias Pedagógicas a la primera infancia en el año 2018. 
Convirtió a Neiva en 2019 en la ciudad de Colombia que más avanzó en calidad de la educación pública en los niveles de básica y media, según el Consejo Privado de Competitividad, resultado de una histórica inversión en este sector para la transformación de los centros educativos y formación docente.  
Rodrigo Lara Sánchez, en 2019 hizo parte de los 28 mejores alcaldes de Colombia, según el premio a Mejores Gobernantes del País que otorga Colombia Líder, así como el premio a los Mejores Gobernantes. 
Obtuvo del Banco Mundial un reconocimiento internacional por el programa Expedición Educativa, que integró a la familia en los procesos de formación en la escuela. El proyecto fue elegido entre las mejores 300 experiencias de Latinoamérica. 
Fue ganador del premio de Innovación Digital ‘Índigo’ por la aplicación Neiva Reporta que puso en marcha desde el primer día de su gobierno para acercar al ciudadano con la Administración Municipal. 
Recibió en 2019 la medalla Torre de Castilla que otorga el Ejército Nacional por su apoyo al Arma de Ingenieros Militares, con quienes pavimentó 22 vías urbanas y rurales en su cuatrienio. 
En sus cuatro años de mandato en Neiva logró la ejecución de 840 obras de gran impacto en el desarrollo del municipio en infraestructura y trabajo social. Dentro del paquete de obras se destacan la construcción de dos intercambiadores viales, la pavimentación de 63 kilómetros de vías nuevas, la transformación de 165 centros educativos, la construcción de 1800 escenarios deportivos nuevos, la consolidación del programa Manos y Sonidos para la Paz que formó en música a 80 niños y niñas de la ciudad, y Generación Valiente que le otorgó una nueva oportunidad productiva a jóvenes con antecedentes judiciales.  
Las razones que lo llevaron a la política fueron ofrecer oportunidades y progreso a través de la herramienta más poderosa: La Educación, y así se reflejó en los más de 100 mil millones de pesos que destinó para recuperar del olvido los centros educativos rurales y urbanos de la capital del Huila y la formación con diplomados y maestrías a profesores de la educación pública.

#### Elecciones presidenciales de 2022
El 26 de marzo de 2022 fue anunciado en la cuenta oficial de Federico Gutiérrez como su fórmula vicepresidencial para las elecciones presidenciales de 2022 por el movimiento cívico Creemos Colombia, en la coalición Equipo por Colombia. Tras obtener 5 millones de votos, junto con Federico Gutiérrez anunciaron que votarían por Rodolfo Hernández y Marelen Castillo para presidencia y vicepresidencia respectivamente.